# Marko Turunen
Marko Turunen (né en 1973 à Kotka) est un auteur de bande dessinée et illustrateur finlandais. Il est publié en France par Frémok.

## Biographie
Après des études aux Beaux-Arts de Turku, il entame ses premières publications dès 1991 dans divers journaux et magazines puis au-delà des frontières de son pays natal comme au Danemark ou encore dans la fameuse revue de bande dessinée internationale réalisée en Slovénie, Stripburger. Parallèlement, il auto-édite ses récits et participe régulièrement à de nombreuses expositions à travers la Finlande. Il a également obtenu plusieurs prix pour ses parutions.
Sa première traduction en français, L'Amour au dernier regard, a été qualifiée par Thierry Groensteen d'« un des récits les plus stupéfiants qui nous ait été donnés à lire récemment », bien qu'« injustement passé inaperçu ».

## Œuvres publiées

### Albums
- L'Amour au dernier regard, Amok, coll. « Espèces » 2003. Réédition Frémok, 2005.
- La mort rôde ici, Frémok, 2005.
- Base, Frémok, 2005.
- De la viande de chien au kilo, Frémok, 2009.
- Ovni à Lahti, Frémok, 2012. Sélection officielle du Festival d'Angoulême 2013.
- Vies de Marko Turunen, Frémok, 2017.
- Le cheikh hyperactif, Frémok, 2021[2].

### Publication en revues
- « Ineebno », dans L'Horreur est humaine vol.2, n°1, Humeurs, 2008.
- « Alien in the forest », dans Gorgonzola n°13, L'Égouttoir, 2008.
- « The 24 hour club », dans Gorgonzola n°14, L'Égouttoir, 2008.
- « Alien en France », dans Gorgonzola n°15, L'Égouttoir, 2009.
- « Der Round », dans Crachoir n°4, Crachoir, 2010.
- « Pump up the jam », dans Gorgonzola n°16, L'Égouttoir, 2011.
- « Musta Der Round », dans Gorgonzola n°17, L'Égouttoir, 2011.

### Autre
- « La Maison des Moomins n'est jamais fermée la nuit », préface de Moomin et les Brigands de Tove Jansson, Le Lézard Noir, coll. « Le Petit Lézard », 2007. Essentiel Patrimoine 2008.

## Distinctions
- 2007 : Chapeau de Puupää, pour Pohja, Kuolema kulkee kintereillä et Lihat puntarissa